# Team Wiesenhof
Team Wiesenhof was een Duitse wielerploeg. Het team bestond van 2001 tot en met 2007. Sinds 2005 kwam het uit in de Continentale circuits. Het team was voornamelijk samengesteld uit Duitse renners, zowel jonge talenten als oude renners die hun laatste jaren bij Wiesenhof fietsen.
Ploegleiders waren Markus Schleicher, Ronny Lauke en Jens Heppner. Heppner reed voor zijn aanstelling als ploegleider zelf nog als renner voor Wiesenhof.
Eind seizoen 2007 besliste de hoofdsponsor Wiesenhof om te stoppen met sponsoring, wat meteen het einde betekende van de ploeg.

## Bekende renners
- Gerald Ciolek
- Stefan van Dijk
- Bas Giling
- Jörg Ludewig
- Olaf Pollack
- Steffen Radochla
- Torsten Schmidt
- Timo Scholz
- Martin Velits
- Peter Velits
- Steffen Wesemann